# Кљаус Ђасуља
Кљаус Ђасуља (алб. Klaus Fatmir Gjasula; Тирана, 14. децембар 1989) је албански професионални фудбалер који игра на позицији дефанзивног везног за немачког лигаша Дармштат 98 и репрезентацију Албаније.

## Играчка каријера
Ђасуља је рођен у главном граду Албаније, Тирани, а одрастао је у Фрајбургу, Немачка. Има и албанско и немачко држављанство.

### Клубови
Уочи сезоне 2020–21 Ђасуља је прешао у Хамбургер из Падерборна, потписавши двогодишњи уговор. У прве две првенствене утакмице, главни тренер Данијел Тијун је играо са њим у формацији 4-2-3-1 заједно са Амадуом Онаном у дефанзивном везном реду. У победи од 4–3 у утакмици друге лиге исте сезоне против свог бившег клуба Падерборна, Ђасуља је дозволио два гола у кратком временском размаку због индивидуалних грешака. У наредних седам мечева наступао би само као замена. У децембру, Ђасуља се вратио у стартну поставу, али се тада повредио, претрпео је кидање унутрашњег лигамента левог колена током тренинга негде на прелазу године. Ђасуља се вратио 12. марта 2021, када је ушао као замена у 90. минуту у победи од 0–2 над ВфЛ Бохумом у гостима.
Дана 12. маја 2024. Дармштат 98 је објавио да ће он и још неколико играча напустити клуб након ове сезоне.

### Репрезентација
Ђасуља је дебитовао за фудбалску репрезентацију Албаније 7. септембра 2019. у утакмици квалификација за Европско првенство 2020. против Француске, када је заменио Илбера Рамаданија у 53. минуту и и на том мечу је добио жути картон у преосталом времену.
Ђасуља је играо утакмицу за албанску репрезентацију на Европском првенству 2024. У наступу против Хрватске, постигао је аутогол и довео Хрватску у водство од 2-1 у 76. минути пре него што је драматично изједначио у 95. минути и утакмица се завршила нерешеним резултатом 2-2. Ово је Ђасуљу учинило првом заменом у историји Европског првенства која је дала и гол и аутогол на истом мечу.